# Grandes Plaines
Les Grandes Plaines (en anglais : « Prairie », Great Plains ou Grassland) sont une région de l'Amérique du Nord, la partie médiane du continent au centre-ouest des États-Unis et du Canada, à l'est des montagnes Rocheuses. La région est semi-aride, constituée de vastes plaines qui s'étendent des provinces canadiennes de la Saskatchewan et de l'Alberta au nord, jusqu'au Texas au sud.
Aux États-Unis, la plupart des Grandes Plaines du Nord sont drainées par le Missouri et ses affluents.

Les États et provinces des Grandes plaines. En rouge, le méridien ouest.

## Histoire

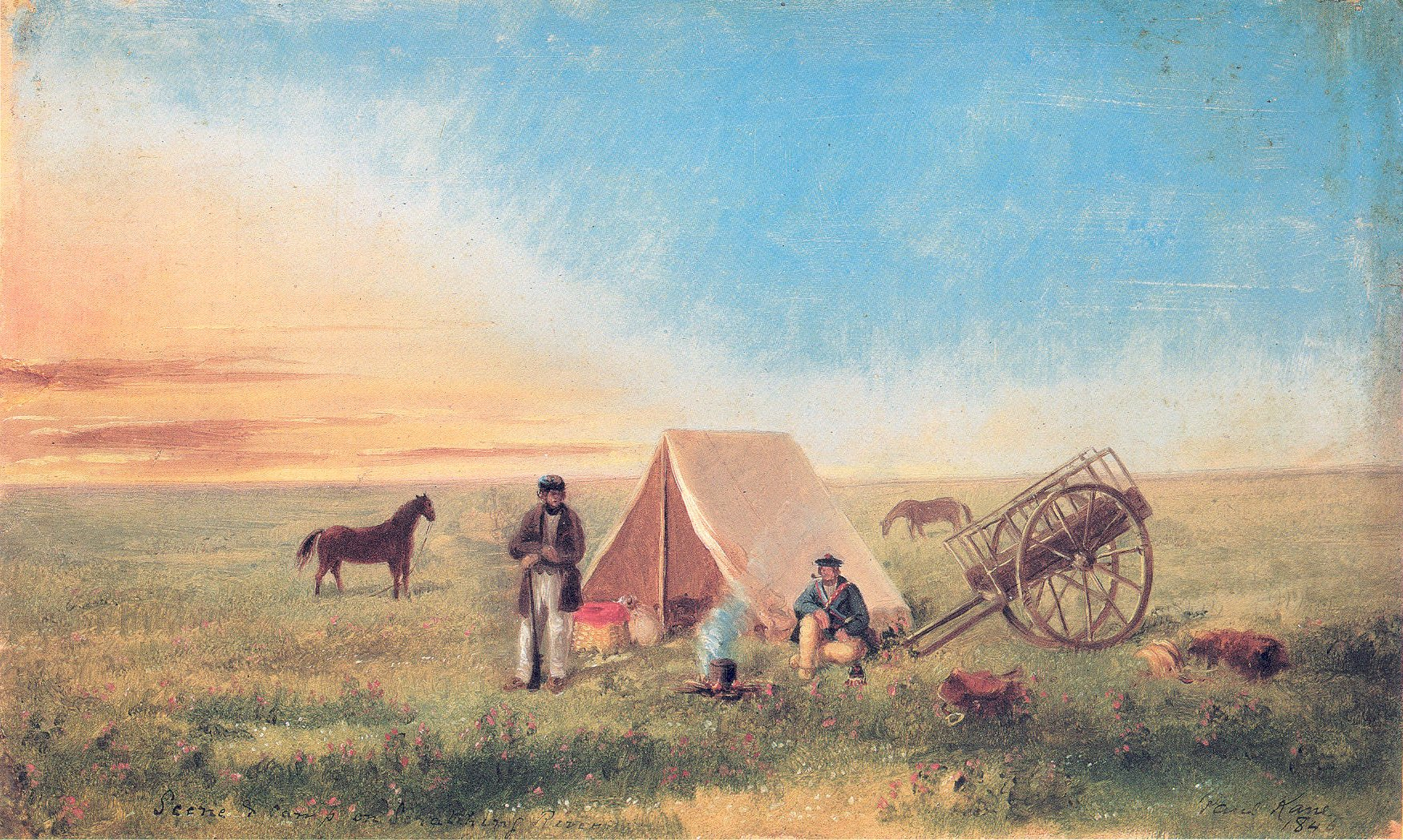
Paul Kane, Camping on the Prairie. Huile sur papier, imprimée en 1846.
La scène montre Paul Kane (1810-1871) accompagné de son guide dans les Grandes Plaines du Dakota.

### Avant la colonisation européenne
Historiquement, les Grandes Plaines étaient le domaine des bisons et des Indiens des Plaines, les tribus des Pikunis, Crows, Sioux, Cheyennes, Arapahos, Comanches, entre autres. La partie orientale des Grandes Plaines était habitée par des tribus semi-sédentaires, vivant dans des huttes de terre, comme les Arikaras, Mandans, Pawnees et Wichitas.

### Époque coloniale
Avec l'arrivée de Francisco Vásquez de Coronado, un conquistador espagnol envoyé par le vice-roi de Nouvelle-Espagne, Antonio de Mendoza, on assiste à la première incursion européenne sur les Grandes Plaines, dans une région qui est aujourd'hui le Texas, Kansas et Nebraska, de 1540 à 1542. À cette même époque, Hernando de Soto traverse les Grandes Plaines en direction ouest-nord-ouest, sur ce qui est aujourd'hui l'Oklahoma et le Texas et que l'on nomme la De Soto Trail. Les Espagnols pensaient alors que sur les Grandes Plaines se trouvaient les mythiques sept cités d'or.
Lors des siècles qui suivent, la traite des fourrures amène des milliers d'Européens sur les Grandes Plaines, des trappeurs français, espagnols, britanniques, puis américains. Avec la vente de la Louisiane en 1803 puis l'expédition Lewis et Clark en 1804, les Grandes plaines deviennent plus accessibles. Un centre important de traite de la fourrure s'installe à Fort Lisa sur la Missouri au Nebraska. Ces premières implantations ouvrent la porte à la vaste expansion vers l'ouest qui va bientôt couvrir les Grandes Plaines.

### Explorations
Après les conquistadors espagnols en 1540 et l'exploration de 1722, du Français Jean-Baptiste Bénard de la Harpe, et d'autres, l'expédition Lewis et Clark qui se déroule de 1804 à 1806, est la première expédition américaine à traverser les États-Unis, et donc les Grandes plaines, jusqu'à l'océan Pacifique. Thomas Jefferson avait alors convaincu le Congrès d'attribuer 2 500 dollars au projet.
L’expédition Pike, conduite par le capitaine Zebulon Pike de l'US Army du 15 juillet 1806 au 1er juillet 1807, a pour but d'explorer le sud et l'ouest des nouveaux territoires achetés à la France lors de la vente de la Louisiane.

### Premières implantations
En 1722, l'explorateur français Jean-Baptiste Bénard de la Harpe construit un relais commercial au lieu-dit « La petite roche » qui deviendra plus tard Little Rock.
Le Fort Lisa construit par le trappeur Manuel Lisa (1772-1820), à l'emplacement de l'actuel North Omaha dans le Nebraska, en 1806, pour la société qu'il a fondée avec William Clark, la St. Louis Missouri Fur Company. La fameuse Expédition Astor passa probablement par le fort en 1811.
Le Fontenelle's Post construit par l'American Fur Company près de ce qui est aujourd'hui Bellevue (Nebraska) en 1806. Le Fontenelle's Post prend tour à tour le nom de Sarpy's Point, Point aux Poules, Point of the Pulls, Pull Point, Nebraska Post Office, Council Bluffs Post Office, puis Traders Point. Il est situé le long de la Missouri. Son nom lui vient d'un chef de la tribu Omaha, Logan Fontenelle, qui était le fils d'une femme de la tribu Omaha et d'un trappeur français, Lucien Fontenelle, de La Nouvelle-Orléans.
Le Cabanne's Trading Post construit en 1822, aussi connu comme le Fort Robidoux, du nom du trappeur Joseph Robidoux (1783-1868). Dès son ouverture le poste est connu sous le nom de French Company. Il est aussi appelé Cabanne's Post, du nom de son premier gérant, Jean-Pierre Cabanne (1773-1841). Situé à une quinzaine de kilomètres au nord de l'actuel Omaha (Nebraska). Il va devenir un facteur important dans les relations entre les États-Unis et les Amérindiens.

## Caractéristiques naturelles

### Formation géologique
Durant la dernière glaciation du Quaternaire (appelée glaciation du Wisconsin sur le continent américain), les lœss se sont déposés dans la région du fleuve Mississippi sur plusieurs dizaines de mètres. Des blocs de glace isolés ont laissé sous leur poids des dépressions aujourd'hui remplies d'eau douce.

### Climat

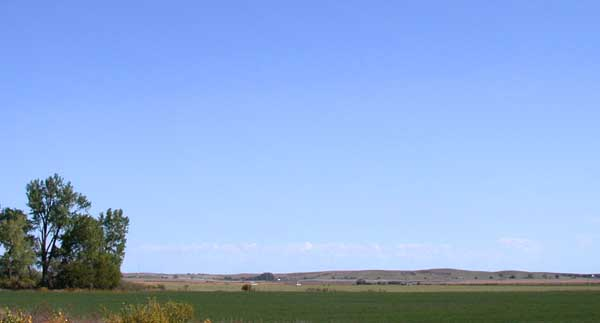
Les Grandes Plaines américaines, Nebraska.

Le climat des Grandes Plaines est continental modéré dans sa partie centrale. La région connaît une forte amplitude thermique : à Saint Louis par exemple, il y a 26 °C de différence entre le mois le plus chaud et le mois le plus froid. La neige recouvre le sol tout l'hiver et les étés sont orageux, ce qui provoque d'immenses incendies.
Les Grandes Plaines sont soumises à des vents violents : en hiver, le northern et le grizzly of the plains sont des blizzards glaciaux. En janvier et février, les vagues de froid (cold waves) peuvent faire chuter brutalement les températures. Les tornades sont des phénomènes violents et ponctuels qui concernent une grande partie de la région. Elles naissent de la rencontre de l'air tropical avec l'air plus froid venant du nord. En été, les vents brûlants provoquent des sécheresses et favorisent l'érosion des sols (voir l'épisode célèbre du Dust Bowl dans les années 1930).
| Mois                              | jan. | fév. | mars | avril | mai  | juin  | jui. | août | sep. | oct. | nov. | déc. | année |
| --------------------------------- | ---- | ---- | ---- | ----- | ---- | ----- | ---- | ---- | ---- | ---- | ---- | ---- | ----- |
| Température minimale moyenne (°C) | −7,1 | −4,6 | 0,9  | 6,9   | 12,4 | 18,1  | 21,1 | 19,9 | 15,1 | 8,1  | 1,1  | −5   | 7,2   |
| Température maximale moyenne (°C) | 4,3  | 7,7  | 14   | 20,2  | 24,9 | 30,4  | 33,8 | 32,6 | 27,4 | 21,4 | 12,9 | 6,1  | 19,6  |
| Précipitations (mm)               | 20,1 | 24,4 | 61,7 | 60,5  | 96,8 | 109,5 | 79,5 | 76,7 | 88,6 | 56,4 | 40,4 | 30,5 | 745,1 |

### Cours d'eau
- Mississippi (fleuve)

Les affluents de la rive droite (Ouest) du Mississippi : 
- Minnesota
- Iowa
- Des Moines
- Missouri
- Arkansas
- rivière Rouge
- Smoky Hill River

### Écorégions
Plusieurs organismes ont défini des écorégions, pour les Grandes plaines l'Agence de protection de l'environnement en a défini 16, le World Wildlife Fund en a défini une quinzaine dont certaines sont trans-frontalières avec le Canada et occupent environ 700 000 km2.
| EPA | WWF |
| --- | --- |
| - 25 Western High Plains - 26 Southwestern Tablelands - 27 Central Great Plains - 28 Flint Hills - 29 Central Oklahoma/Texas Plains - 30 Edwards Plateau - 31 Southern Texas Plains - 34 Western Gulf Coastal Plain - 40 Central Irregular Plains - 42 Northwestern Glaciated Plains - 43 Northwestern Great Plains - 44 Nebraska Sand Hills - 45 Piedmont - 46 Northern Glaciated Plains - 47 Western Corn Belt Plains - 48 Lake Agassiz Plain | - Forêt-parc de trembles (Canadian aspen forests and parklands) - Central and Southern mixed grasslands - Central forest-grasslands transition - Central tall grasslands - Plateau d'Edwards - Prairies à herbes hautes des Flint Hills - Prairies des vallées et des contreforts du Montana - Prairies mixtes des Sand Hills du Nebraska - Prairies mixtes du Nord (Northern mixed grasslands) - Prairies à herbes courtes du Nord (Northern short grasslands) - Prairies à herbes hautes du Nord (Northern tall grasslands) - Prairie palousienne (Palouse grasslands) - Western short grasslands |

### Végétation

Prairie de Konza (Kansas).

La prairie (grassland en anglais) est le biome dominant dans les Grandes Plaines : il s'agit d'une formation herbeuse fermée continue, à la différence de la steppe. Les arbres y sont rares. La hauteur et la nature des herbes varient en fonction de la latitude et des précipitations.
Les graminées dominent en surface où elles forment des plaques continues ou des touffes jointives, mais elles s'imposent dans le sol par un réseau dense de racines enchevêtrées, que seules les rhizomes  et bulbes des composées et légumineuses arrivent à traverser. La plus grande partie des précipitations est absorbée par les graminées. La quasi-totalité (95 %) de ces plantes sont des vivaces qui peuvent vivre de dix à vingt années.
Dans les Grandes Plaines la pluviométrie diminue d'est en ouest. Ainsi on peut séparer cet espace en deux aires en fonction de leur végétation, usuellement cette limite suit grossièrement le 104e méridien.
- À l’est, il s'agit d'une prairie à hautes herbes : la « Prairie » (tall grassland[1]) qui s’étend de l’Ouest des Appalaches au 104e méridien. Les plantes peuvent y dépasser 2 mètres de haut comme l'andropogon (Andropogon gerardii ou  big bluestem en anglais). La côtoient l’herbe des indiens (Sorghastrum nutans) et le pâturin des prés (Poa pratensis) et diverses espèces de phorbes (nom donné au mélange des composées et des légumineuses). Cette formation se développe sur sols de prairie bruns (castanoziom) ou noirs (tchernoziom) avec un fort pourcentage de matière organique, d’humus.
- À l’ouest, sur le piémont des Montagnes Rocheuses, elle se transforme en herbes basses (short grassland (en)), vers 1 000 mètres d'altitude qui s'étend de l'ouest du 104e méridien jusqu'aux pieds des Montagnes Rocheuses. Les graminées annuelles deviennent fréquentes. On y trouve l'herbe à bison (Bouteloua dactyloides), le boutelou grecieux (Bouteloua gracilis) et même dans les régions les plus sèches l'armoise tridentée (Artemisia tridentata). Ce type de prairie se développe sur sols noirs.

Les incendies et le passage des grands herbivores, notamment les bisons, qui sont aujourd'hui au nombre de 500 000 participent à la conservation de ce milieu ouvert mais n'en sont pas les facteurs principaux. La prairie est une formation végétale naturelle à cet endroit du globe.
Les défrichements réalisés par l'Homme ont réduit ce vaste milieu : le brûlis était pratiqué par les Amérindiens dès l'époque précolombienne. Puis les Européens ont introduit de nouvelles espèces domestiques. Ils pratiquaient la chasse intensive aux bisons et aux prédateurs. Certaines zones sèches ont été transformées en champs de céréales grâce à l'irrigation. Les marécages hérités de la dernière glaciation ont été drainés par les agriculteurs. Aujourd'hui, il ne reste quasiment plus de milieux vraiment naturels sauf dans les réserves et les parcs protégés. La prairie a tendance à reculer à cause de la désertification, malgré les efforts de préservation. Les incendies maîtrisés permettent d'éliminer les plantes invasives et de renouveler la fertilité du sol. Des animaux sont réintroduits ou protégés. On estime que 80 % de la prairie originelle a disparu depuis l'arrivée des Européens en Amérique du Nord. Elle couvrait alors d'immenses territoires jusqu'à l'état actuel de l'Illinois.

#### Exemples de plantes typique des Grandes Plaines
- Benoîte
- Spartina pectinata

### Faune

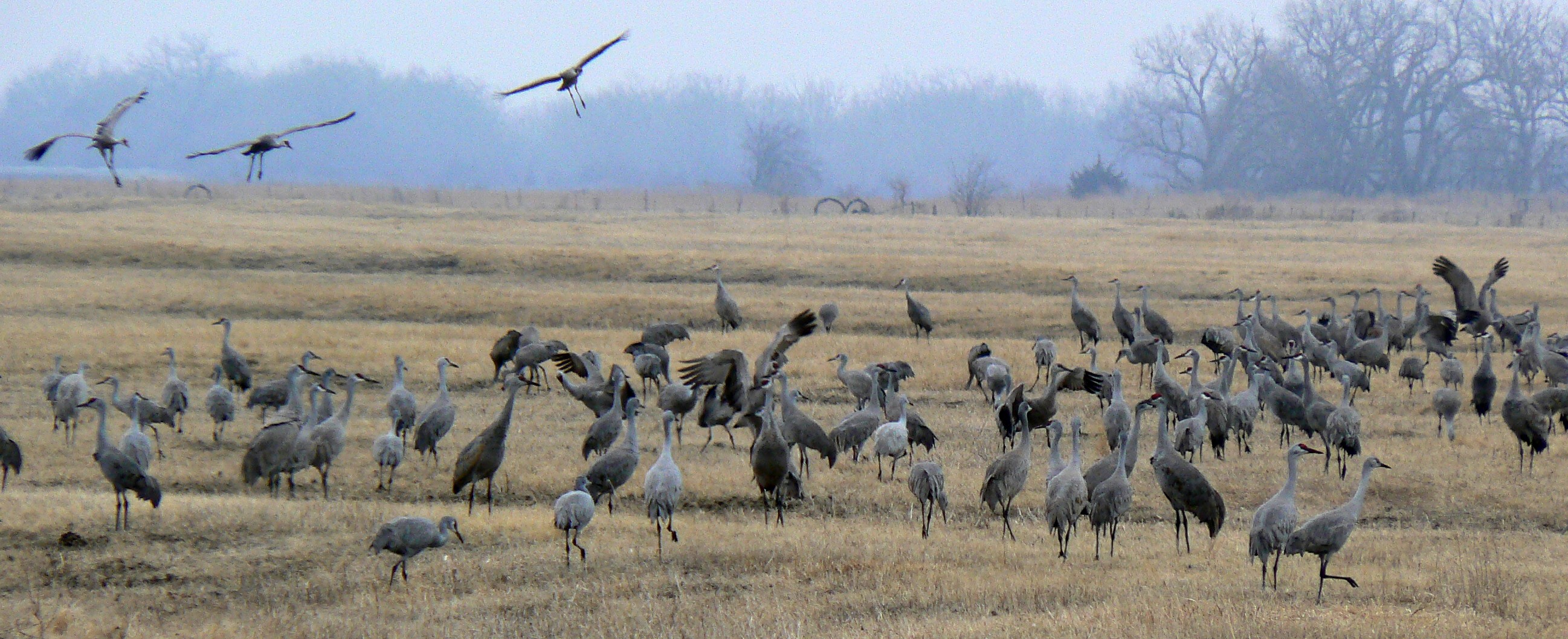
Les Grandes Plaines représentent une halte pour les grues du Canada (Nebraska).

La faune des Grandes Plaines se compose de nombreux insectes, de rongeurs, de petits prédateurs et de grands herbivores. Ils participent à l'équilibre d'un écosystème fragile. Les chiens de prairie aèrent la terre et disséminent les graines. Ils constituent des proies pour les rapaces et les coyotes.

Les Grandes Plaines sont également le lieu de passage des oiseaux migrateurs comme les grues.
Pour passer l'hiver, les animaux adoptent diverses stratégies : les chiens de prairie aménagent des terriers et les garnissent d'herbes et de poils de bison. C'est là qu'ils entrent en dormance le temps de la mauvaise saison, serrés les uns contre les autres. D'autres animaux s'enfouissent sous terre pour se protéger du froid. Autrefois, les troupeaux de bisons migraient vers le sud, ce qui est devenu impossible aujourd'hui. Les bisons muent et se constituent des réserves de graisse pour passer l'hiver.

Pour échapper aux prédateurs, les herbivores sont capables de courir vite. Les chiens de prairie ont une excellente vue et avertissent les autres individus de la colonie. Ils se réfugient dans leur terrier pour éviter les serres des rapaces.
Liste de la faune des Grandes Plaines : 
- Chien de prairie (Cynomys)
- Spermophile
- Bison d'Amérique du Nord (Bison bison)
- Coyote (Canis latrans)
- Aigle royal (Aquila Chrysaetos)
- Tétras des prairies (Tympanuchus cupido)
- Serpent à sonnette (Crotalus)

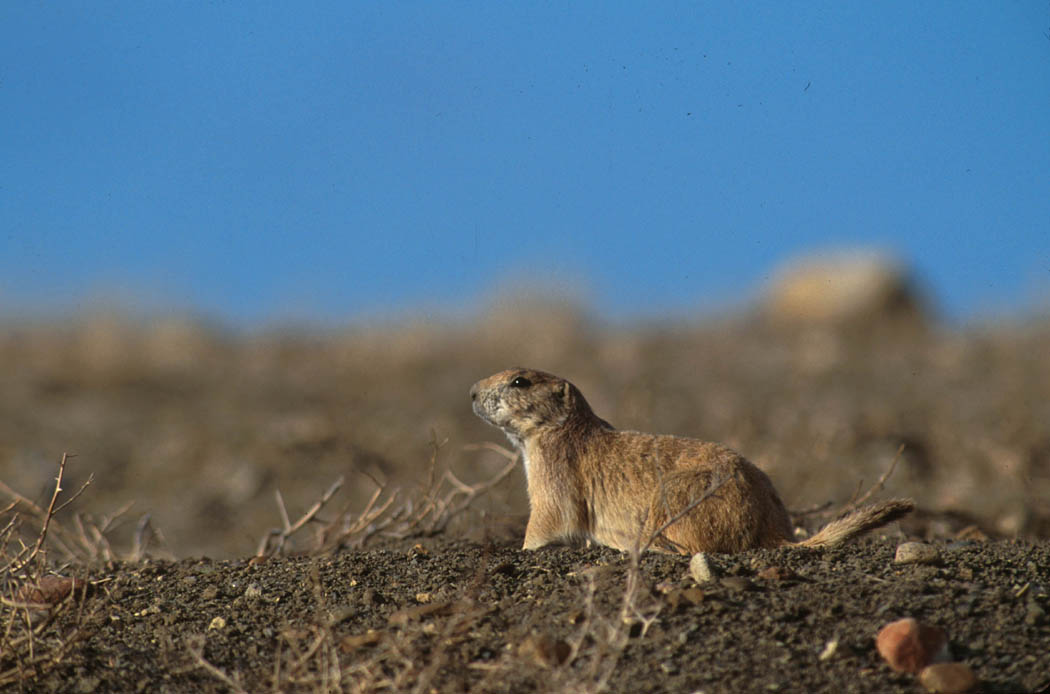
Chien de prairie.
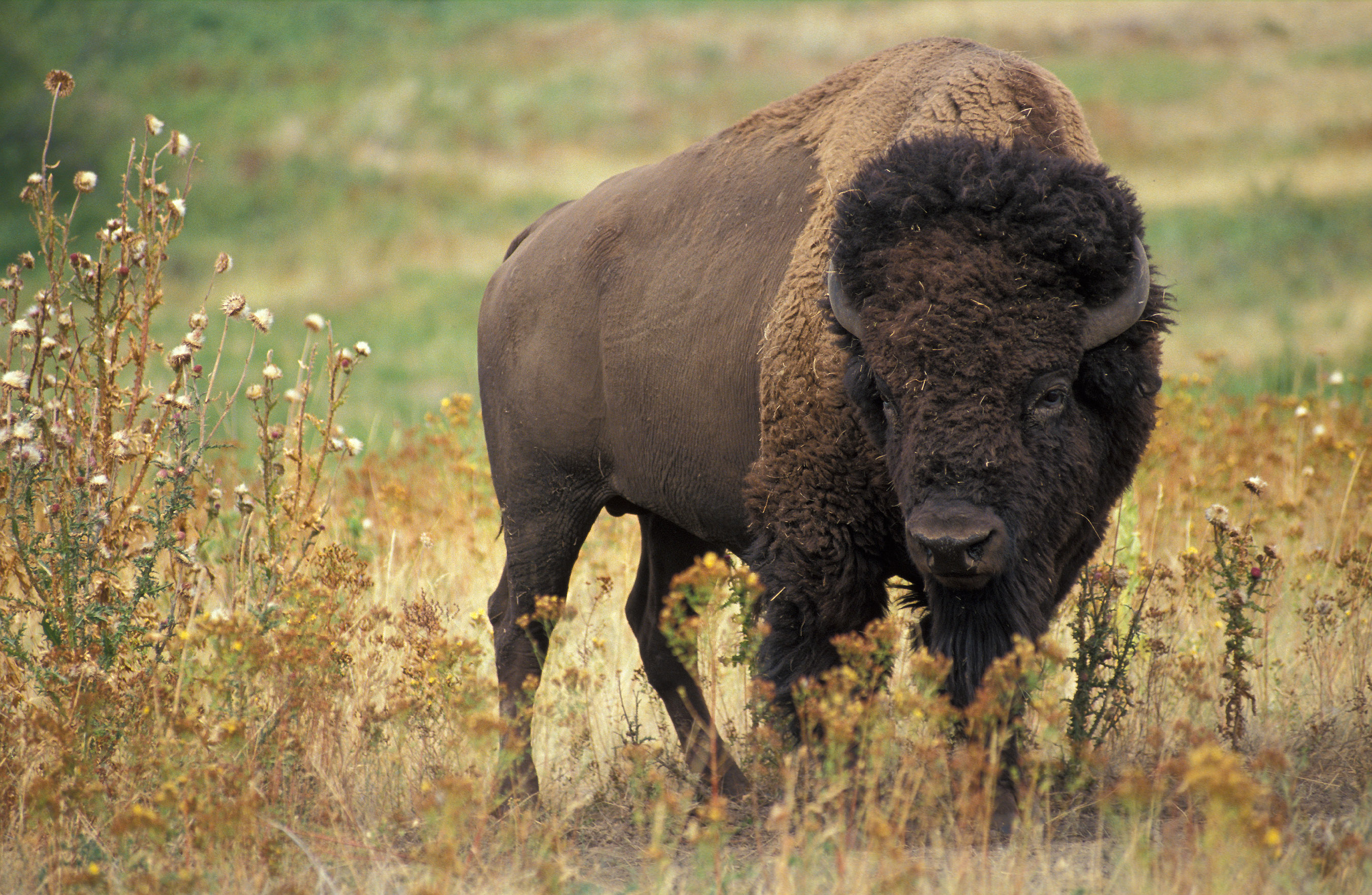
Bison d'Amérique du Nord.
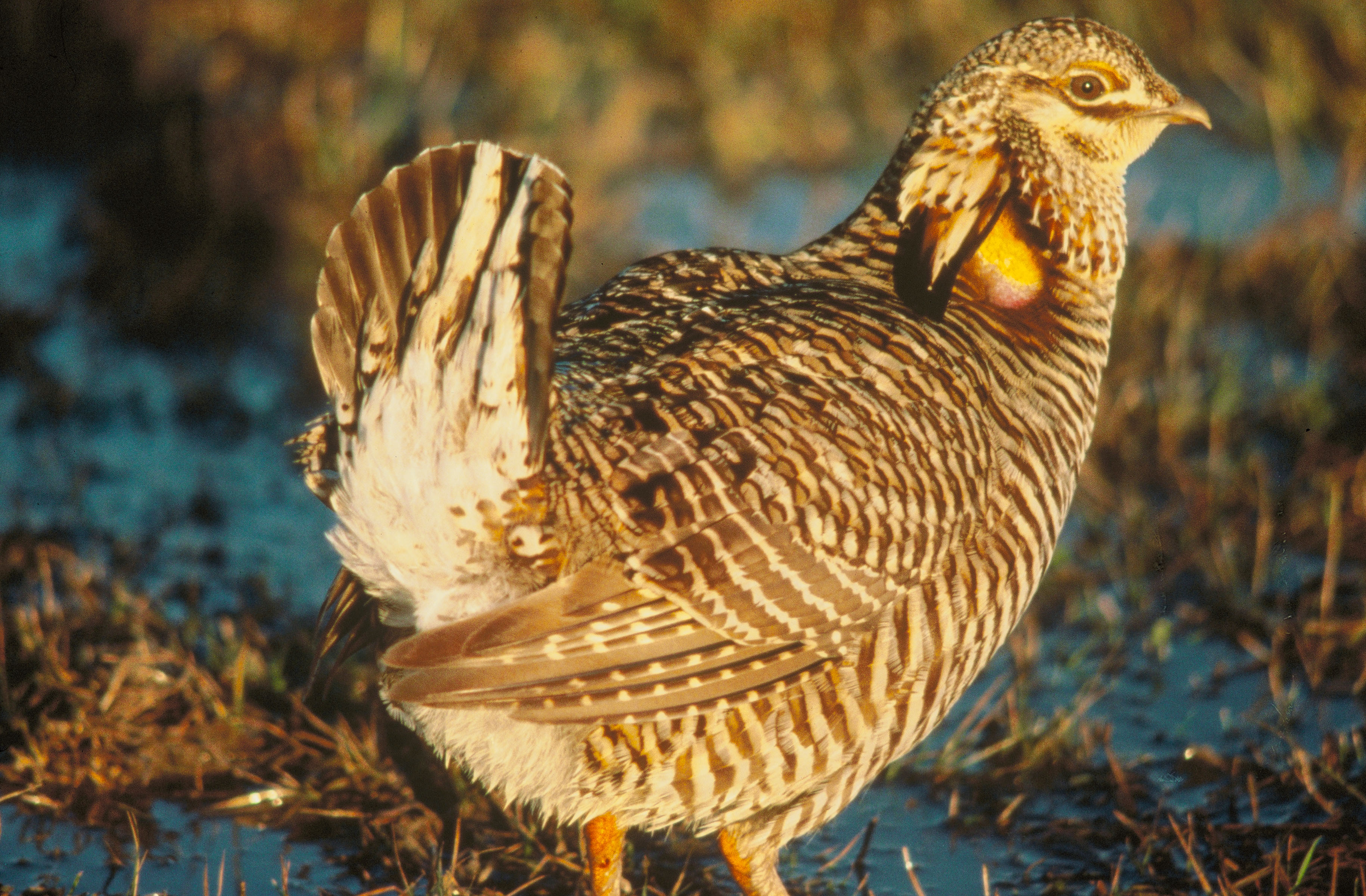
Tétras des prairies.

### Ressources naturelles
- Pétrole
- Hydrographie

## Peuplement et activités humaines
Aujourd'hui, les Grandes Plaines américaines connaissent un solde migratoire négatif : aux États-Unis, elles représentent 15 % du territoire national pour seulement 3 % de la population du pays. La déprise rurale affecte de nombreuses petites villes de la région.

### Les principales villes des Grandes Plaines
| Ville            | État            | Population ville Mio hab. (2006) | Population agglomération Mio hab. (2006) |
| ---------------- | --------------- | -------------------------------- | ---------------------------------------- |
| Dallas           | Texas           | 1,25                             | 6,0 (Dallas/Fort Worth Metroplex)        |
| Houston          | Texas           | 2,1                              | 5,5                                      |
| Minneapolis      | Minnesota       | 0,38                             | 3,5 (Minneapolis-Saint Paul)             |
| Denver           | Colorado        | 0,56                             | 2,6                                      |
| Kansas City      | Missouri/Kansas | 0,59                             | 2,0                                      |
| Austin           | Texas           | 0,9                              | 1,6                                      |
| Oklahoma City    | Oklahoma        | 0,54                             | 1,25                                     |
| Tulsa            | Oklahoma        | 0,5                              | 0,9                                      |
| Omaha            | Nebraska        | 0,4                              | 0,8                                      |
| Colorado Springs | Colorado        | 0,37                             | 0,58                                     |
| Des Moines       | Iowa            | 0,2                              | 0,53                                     |
| Little Rock      | Arkansas        | 0,2                              | 0,65                                     |
| Wichita          | Kansas          | 0,35                             | 0,58                                     |
| Fort Worth       | Texas           | 0,65                             | 6,0 (Dallas/Fort Worth Metroplex)        |
| Saint Paul       | Minnesota       | 0,29                             | 3,5 (Minneapolis-Saint Paul)             |

| Ville     | État         | Population ville Mio hab. (2007) | Population agglomération Mio hab. (2007) |
| --------- | ------------ | -------------------------------- | ---------------------------------------- |
| Winnipeg  | Manitoba     | 0,63                             | 0,69                                     |
| Saskatoon | Saskatchewan | 0,2                              | 0,23                                     |

### Économie

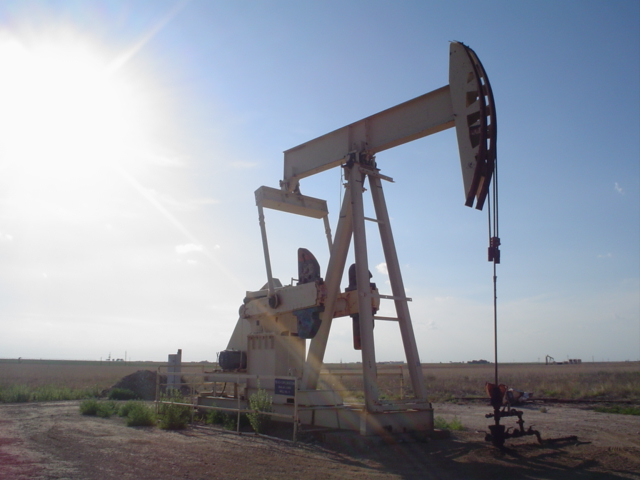
Extraction de pétrole non loin de Lubbock au Texas.

Au cours du XXe siècle, les Grandes Plaines américaines ont connu un dépeuplement lié à une crise des activités économiques. Au début du XXIe siècle, elles reconvertissent progressivement leur économie grâce à la vogue de l'écologie et de la protection de la nature : l'écotourisme, la vente de produits bio, la chasse, les activités récréatives sont en plein développement aux États-Unis.
L'économie de la région est fortement influencée par l'industrie du gaz naturel et du pétrole, plus présent dans la partie sud, fournissant une source de richesses très importante. Les villes de cette région, Houston, Dallas et Tulsa en tête, en sont devenues des centres de premier ordre.
L'agriculture et l'élevage sont traditionnellement les branches les plus représentatives de l'économie de la partie nord. Les cultures les plus présentes sont le blé, le maïs et le soja.